# Henri Hirschmann
Henri Louis Hirschmann, connu sous le pseudonyme de Henri Herblay, né le 30 avril 1872 à Saint-Mandé et mort le 3 novembre 1961 dans le 17e arrondissement de Paris, est un compositeur français.

## Biographie
Il était fils d'un négociant parisien et fit ses études au lycée Charlemagne. Il entra lui-même dans le commerce, situation qu'il parvient à quitter bientôt pour se consacrer à la carrière artistique.
Au Conservatoire de Paris, il suit d'abord les cours d'André Gédalge, puis, pendant deux ans, de Jules Massenet. Il sortit du Conservatoire, prix de l'Institut, en remportant, en 1893, le Prix Rossini, pour son oratorio sur Ahasverus, qui fut exécuté par la Société des Concerts du Conservatoire. Après avoir donné aux Concerts de l'Opéra, en 1897, une Suite d'Orchestre en 4 parties, il obtint l'année suivante le Prix Crescent de l'Académie des Beaux-Arts pour son opéra comique en deux actes : L'Amour à la Bataille, poème d'Augé de Lassus, représenté avec succès à l'Opéra-Comique.
Ainsi lancé, Henri Hirschmann a composé, en peu d'années, une œuvre théâtrale importante qui le place au 1er rang des musiciens modernes de cette époque, par son inspiration originale et son sens particulier des adaptations scéniques.
Son œuvre la plus connue est La Petite Bohème, inspirée du roman d'Henri Murger Scènes de la vie de bohème et créée le 19 janvier 1905 au théâtre des Variétés à Paris.
Il a publié de nombreuses mélodies d'après des poèmes de Jean Richepin, Sully-Prudhomme, Jean Lahors, Gustave Rivet ...(Canzone, Floréal, Les Oiseaux, Sérénade, Florentine, La Chanson de la Bergère, Aimer, Sérénade amoureuse, Le Ruisseau...)
Chevalier de la Légion d'honneur, officier de l'Instruction Publique et décoré de divers autres ordres, Henri Hirschmann était, en 1914, membre (après en avoir été le secrétaire) de la Commission de la Société des Auteurs et Compositeurs Dramatiques.
En 1960, il apparaît dans le court-métrage Le Rondon d'André Berthomieu.

## Œuvres principales
- Suite d'Orchestre en 4 parties - 1897(Concerts de l'Opéra)
- Amour à la Bastille, 1897
- L'Amour à la Bataille, opéra comique en deux actes - 1898 (Opéra-Comique)
- Lovelace, opéra en quatre actes, livret de Jules Barbier et P. de Choudens - 1898 (Théâtre des Variétés)
- Les Favorites, ballet 1 acte - 1898 (Olympia)
- Les Meules, pièce d'ombre - 1898 (Boîte à Musique)
- Le Siècle, pièce d'ombre - 1898 (Boîte à Musique)
- La Loi de l'Ombre, pièce d'ombre - 1898 (Boîte à Musique)
- Folles Amours, ballet 2 actes - 1899 (Olympia)
- Néron, ballet 2 actes - 1899 (Olympia) - Plus de 200 représentations données !
- Le Retour, pièce d'ombre - 1899 (Théâtre d'Application)
- Les Mille et Une Nuits, ballet 3 actes - 1899 (Olympia)
- Duel de Femmes, ballet 1 acte - 1901 (Olympia)
- Le Mariage du Mannequin, ballet 1 acte - 1901 (Royan)
- Paillasse, ballet 2 actes - 1902 (Folies-Bergère)
- Pierrot Poète, ballet 2 actes - 1902 (Gaîté)
- Collette et le Chevalier, ballet 1 acte - 1902 (Monte-Carlo)
- Au Temps de la poudre, ballet 1 acte - 1903 (Monte-Carlo)
- L'Amoureux de la Lune, opéra comique 1 acte, livret de Paul Ferrier - 1904 (Cercle Volney)
- La Petite Bohème, opéra comique 3 actes, livret de Paul Ferrier d'après Murger - 1905 (Variétés)
- Les Hirondelles, opéra comique 3 actes, livret d'Ordonneau - 1906 (Gaîté)
- Rolande, drame lyrique 3 actes, livret de Jules Barbier - 1906 (Nice)
- Vers les Étoiles, ballet 3 actes - 1906 (Olympia)
- Hernani, drame lyrique 5 actes tiré du drame de Victor Hugo, par Gustave Rivet - 1908 (Gaîté)
- Mademoiselle Don Juan, ballet 2 actes - 1910 (Théâtre Grévin), livret d'Antoine Yvan.
- Tanagra, drame lyrique 5 actes, livret de Paul Ferrier et Félicien Champsaur - 1911 (Nice)
- La Danseuse de Tanagra, opéra 5 actes - 1911 (Opéra de Monte-Carlo)
- Les Petites Étoiles, opérette en 3 actes, livret de Pierre Véber et Xanroff - 1911 (Théâtre Apollo)
- Sérostra, mimodrame 1 acte - 1912 (Bordeaux)
- La Petite Manon, opéra comique en 4 actes, livret d'Ordonneau - 1913 (Gand)
- La Danseuse de Tanagra, opéra 5 actes - 1914 (Gaîté Lyrique)
- La Tisbe, drame lyrique 4 actes, tiré d'Angelo de Victor Hugo, par Gustave Rivet
- Les Deux Princesses, opérette en 3 actes, livret de Maurice Desvallières
- Madame La Maréchale, opéra comique, livret de Henri Cain